# Ret (geologia)
Ret, górny pstry piaskowiec – nieformalna jednostka stratygraficzna triasu wydzielona na terenie Polski pozakarpackiej i Niemiec (poza Alpami) w oparciu o kryteria litostratygraficzne). Jest to najwyższa część pstrego piaskowca, wiekowo lokowana pod koniec wczesnego triasu. Leży poniżej wapienia muszlowego.
Ret w stosunku do niższych partii pstrego piaskowca cechuje się znacznie większym udziałem wapieni i dolomitów, których udział ku górze staje się dominujący. Oprócz tego liczne są ławice czerwonawych piaskowców i mułowców oraz iłowców. Liczne są soczewki, a nawet złoża (w Niemczech) gipsów i anhydrytów.
Utwory retu powstawały w czasie stopniowej transgresji morza, w środowisku równiny nadbrzeżnej, przejściowo zalewanej przez drobne podniesienia poziomu morza, a w pewnych okresach odsłanianej. Jest to środowisko sebhy. W utworach tych występuje dość liczna, choć mało zróżnicowana fauna morska, głównie ślimaki, małże i rzadkie amonity. Opisano też liczne tropy wymarłych płazów i gadów.
W Polsce najlepsze odsłonięcia retu znajdują się w Górach Świętokrzyskich, gdzie czerwone piaskowce są często eksploatowane w kamieniołomach głównie do produkcji płyt okładzinowych na budynki. Liczne odsłonięcia, częściowo eksploatowane (dolomity), znajdują się też na Górnym Śląsku.